# Liste des compétitions automobiles en Allemagne
La liste suivante recense les différents championnats automobiles se déroulant en Allemagne.
| Monoplace           |                                                                     |                    |                                |                             |                                        |
| Formule 2           | Championnat d'Allemagne de l'Ouest de Formule 2                     | 1951-1953          | Theo Helfrich                  | Veritas                     |                                        |
| Formule 2           | Championnat d'Allemagne de l'Est de Formule 2                       | 1952-1954          | Rudolf Krause                  | BMW                         | Edgar Barth (2)                        |
| Formule 3           | Championnat d'Allemagne de Formule 3 Coupe d'Allemagne de Formule 3 | 1950–2002 2003-... | Markus Pommer                  | Dallara Volkswagen          | Frank Jelinski (2) Bertram Schäfer (2) |
| Formule Junior      | Championnat d'Allemagne de Formule Junior                           | 1960-1963          | Kurt Ahrens                    | Cooper T67                  | Kurt Ahrens (3)                        |
| Formule Ford        | Championnat d'Allemagne de Formule Ford                             | 1973–2001          |                                |                             |                                        |
| Formule König       | Championnat d'Allemagne de Formule König                            | 1988-2004          | Ronny Wechselberger            | König Komfort und Rennsitze | Thomas Mühlenz (2)                     |
| Formule Renault     | Championnat d'Allemagne de Formule Renault                          | 1991-2005          | Pekka Saarinen                 | Renault                     |                                        |
| Formule Volkswagen  | Championnat d'Allemagne de Formule Volkswagen                       | 2001–2003          | Jaap Van Lagen                 | Volkswagen                  |                                        |
| Formule BMW         | Championnat d'Allemagne de Formule BMW                              | 2002–2007          | Jens Klingmann                 | BMW                         |                                        |
| Formule Masters     | ADAC Formel Masters                                                 | 2008–2014          | Mikkel Jensen                  | Dallara-Volkswagen          |                                        |
| Formule 4           | Championnat d'Allemagne F4                                          | 2015–...           | Marvin Dienst (de)             | Tatuus F4-T014              |                                        |
| Voiture de sport    |                                                                     |                    |                                |                             |                                        |
| Porsche Carrera Cup | Porsche Carrera Cup Allemagne                                       | 1986-...           | Philipp Eng                    | Porsche 991 GT3 Cup R       | Roland Asch (4)                        |
| FIA Supertourisme   | Championnat d'Allemagne de Supertourisme                            | 1994-1999          | Christian Abt                  | Audi A4 quattro             |                                        |
| Grand tourisme      | ADAC GT Masters                                                     | 2007-...           | René Rast Kelvin van der Linde | Audi R8 LMS ultra           |                                        |
| Tourisme            |                                                                     |                    |                                |                             |                                        |
| Groupe A            | Deutsche Automobil Rundstrecken Meisterschaft                       | 1960-1971          | Jochen Mass                    | Ford Capri                  | Herbert Schultze (2)                   |
| Groupe A            | Deutsche Rennsport Meisterschaft                                    | 1972-1985          | Jochen Mass                    | Porsche 956                 | Hans Heyer (3)                         |
| Groupe A            | Deutsche Tourenwagen Meisterschaft Deutsche Tourenwagen Masters     | 1984-...           | Marco Wittmann                 | BMW M4 DTM                  | Bernd Schneider (5)                    |
| GT3                 | Championnat d'endurance VLN du Nürburgring                          | 1977-...           | Rolf Derscheid Michael Flehmer | Ford Fiesta ST              | Johannes Scheid (5)                    |
| Groupe A            | V8Star Series                                                       | 2001-2003          | Pedro Lamy                     | Renault Clio                | Johnny Cecotto (2)                     |
| Groupe A            | ADAC Procar Series                                                  | 1995-...           | Heiko Hammel                   | Ford Fiesta ST              | Jürgen Hohenester (3)                  |
| Rallye              |                                                                     |                    |                                |                             |                                        |
| Groupe N            | Championnat d'Allemagne des rallyes                                 | 1967-...           | Ruben Zeltner                  | BMW 325i                    | Matthias Kahle (7)                     |

## Course unique
| Catégorie           | Epreuve                           | Années    | Vainqueur en titre                                             | Voiture                  | Plus titré(s)         |
| ------------------- | --------------------------------- | --------- | -------------------------------------------------------------- | ------------------------ | --------------------- |
| Formule 1           | Grand Prix automobile d'Allemagne | 1926-2014 | Nico Rosberg                                                   | Mercedes W05             | Rudolf Caracciola (6) |
| Sport-prototypes    | 1 000 kilomètres du Nürburgring   | 1953-...  | Jan Charouz Tomáš Enge Stefan Mücke                            | Lola-Aston Martin B09/60 | Stirling Moss (4)     |
| Voiture de tourisme | 24 Heures du Nürburgring          | 1970-...  | Christopher Mies Laurens Vanthoor Nico Müller Edward Sandström | Audi R8 LMS ultra        | Pedro Lamy (5)        |
| Rallye              | Rallye d'Allemagne                | 1982-...  | Sébastien Ogier                                                | Volkswagen Polo R WRC    | Sébastien Loeb (9)    |